# جائزة الغولدن غلوب لأفضل ممثل - مسلسل تلفزيوني دراما
جائزة الغولدن غلوب لأفضل مسلسل - موسيقي أو كوميدي هي جائزة سنوية تمنح منذ سنة 1961 من قبل رابطة هوليوود للصحافة الأجنبية لأفضل ممثل في مسلسل درامي.

## الجوائز والترشيحات

### 2010s
- 2010: ستيف بوشيمي – امبراطوريه بوردووك 
  - براين كرانستون – اختلال ضال
  - مايكل هول – ديكستر
  - جون هام – ماد من
  - هيو لوري – هاوس
- 2011: كيلسي جرامر – رئيس (boss) 
  - ستيف بوشيمي – امبراطوريه بوردووك
  - براين كرانستون – اختلال ضال
  - جيرمي أيرونز – البورجياس
  - داميان لويس – أرض الوطن
- 2012: داميان لويس – أرض الوطن 
  - ستيف بوشيمي – امبراطوريه بوردووك
  - براين كرانستون – اختلال ضال
  - جيف دانييلز – غرفة الأخبار
  - جون هام – ماد من
- 2013: براين كرانستون – اختلال ضال 
  - ييف شرايبر – راي دونوفان
  - مايكل شين – أساتذة الجنس
  - كيفين سبيسي – بيت من ورق
  - جيمس سبيدر – القائمة السوداء (مسلسل)
- 2014: كيفين سبيسي – بيت من ورق
  - كلايف أوين – الرقبة
  - ييف شرايبر – راي دونوفان
  - جيمس سبيدر – القائمة السوداء
  - دومينيك واست – العلاقة